# Mary Graustein
 Mary Graustein (* 12. April 1884 in Westminster, Massachusetts; † 18. Juli 1972 in Gardner, Massachusetts) war eine US-amerikanische Mathematikerin und Hochschullehrerin.

## Leben und Forschung
Graustein wurde als älteste von fünf Kindern als Mary Florence Curtis geboren und besuchte von 1899 bis 1902 die Fitchburg High School in Massachusetts. 1902 begann sie ihr Studium am Wellesley College, war dort von 1904 bis 1906 Wellesley Honours Scholar und erhielt 1906 ihren Bachelor-Abschluss. Danach unterrichtete sie zwei Jahre lang Deutsch, Algebra und Geometrie an der Leominster High School in Westminster, und reiste im Sommer 1907 nach Europa. Von 1908 bis 1910 unterrichtete sie auch Deutsch und Naturwissenschaften an der Cushing Academy in Ashburnham (Massachusetts). Sie studierte im Sommersemester 1909 an der Cornell University Botanik und Pädagogik. Für drei Semester bis 1911 studierte sie Mathematik und Naturwissenschaften an der Universität Leipzig in Deutschland. Danach wurde sie Dozentin für Mathematik am Wellesley College. Von 1911 bis 1914 war sie Ausbilderin und hatte zwischenzeitlich ihr Mathematikstudium 1913 am Radcliffe College begonnen. Sie erwarb 1915 dort ihren Master-Abschluss und promovierte 1917 mit der Dissertation: Curves invariant under point transformations of special type.  Charles Leonard Bouton, außerordentlicher Professor und Julian Coolidge, Assistenzprofessor unterschrieben als Gutachter der Fakultät ihre Urkunde. Von 1917 bis 1918 unterrichtete sie am College für Frauen der Case Western Reserve University in Cleveland, Ohio, Von 1918 bis 1920 war sie Ausbilderin und dann bis 1921 Assistenzprofessorin am Wellesley College. Im Sommer 1920 war sie wieder in Leipzig und 1921 heiratete sie den in Deutschland promovierten Mathematiker William Caspar Graustein. Nach ihrer Heirat war sie zwei Jahre lang beurlaubt, bevor sie 1923 bis 1929 als Assistenzprofessorin an das Wellesley College zurückkehrte. Ab 1926 bis 1941 waren sie und Rachel Blodgett Adams am Radcliffe College Tutorinnen, wobei sie von 1928 bis 1929 und von 1937 bis 1938 mit ihrem Ehemann in Europa war. Nach dem Tod ihres Mannes unterrichtete sie wieder in Vollzeit am Connecticut College und bis 1942 am Hunter College. Von 1942 bis 1944 war sie Assistenzprofessorin am Oberlin College, wobei sie 1943 eine beurlaubt war, um ihre kranke Mutter zu pflegen. 1944 begann sie am Tufts College als Assistenzprofessorin zu unterrichten, wurde 1950 zur außerordentlichen Professorin befördert und war dort bis zu ihrer Pensionierung 1955 tätig.

## Mitgliedschaften
- American Mathematical Society
- Phi Beta Kappa
- Sigma Xi

## Veröffentlichungen (Auswahl)
- 1918: The existence of the functions of the elliptic cylinder. In: Ann. Of Math. 2nd ser., Band 20.
- 1918: On the rectifiability of a twisted cubic. In: Bull. Amer. Math. Soc. Band 25.
- 1920: On the rectifiability of a twisted cubic. In: Bull. Amer. Math. Soc. Band 26.
- 1921: On skew parabolas. In: Bull. Amer. Math. Soc. Band 27.
- 1922: Curves invariant under point-transformations of special type. In: Trans. Amer. Math. Soc. Band 23.